# Lijst van burgemeesters van Elkerzee
Dit is een lijst van burgemeesters van de voormalige Nederlandse gemeente Elkerzee tot die gemeente in 1961 opging in de gemeente Middenschouwen.
| Ambtsperiode | Naam burgemeester         | Partij of stroming | Bijzonderheden                                                                                                 |
| ------------ | ------------------------- | ------------------ | --- |
| ?            | ?                         |                    | |
| 18?? - 1845  | Wolfert (W.) van den Berg |                    | |
| 1846 - 1853  | Adriaan (A.) Moolenburgh  |                    | |
| 1853 - 1860  | Jacob Schalkwijk          |                    | tevens burgemeester van Ellemeet (1853-1860)                                                                   |
| 1860 - 1887  | Jacob Marinus de Glopper  |                    | tevens burgemeester van Ellemeet (1874-1887)                                                                   |
| 1888 - 1894  | Jan (J.) van den Bout     |                    | |
| 1894 - 1898  | A. van der Weyde          |                    | tevens burgemeester van Ellemeet (1888-1898)                                                                   |
| 1898 - 1914  | C.J.J. Fokker             |                    | tevens burgemeester van Ellemeet, later burgemeester van Strijen                                               |
| 1914 - 1943  | A.J. de Bruijn            |                    | tevens burgemeester van Ellemeet                                                                               |
| 1943 - 1944  | Cornelis (C.) Lazonder    |                    | waarnemend, tevens waarnemend burgemeester van Ellemeet                                                        |
| 1945 - 1953  | A.J. de Bruijn            |                    | tevens burgemeester van Ellemeet                                                                               |
| ?            | ?                         |                    | C. Padmos was als loco-burgemeester en/of waarnemend burgemeester actief gedurende (een deel van) deze periode |